# Henryk Olszewski
Henryk Anastazy Olszewski (* 2. Januar 1932 in Świecie; † 19. August 2021) war ein polnischer Rechtshistoriker, Rechtsprofessor und Hochschullehrer.

## Biografie
Im Jahr 1954 schloss er sein Studium an der juristischen Fakultät der Universität Poznań ab. Er promovierte 1959 an dieser Universität auf der Grundlage seiner Dissertation mit dem Titel „Ustrój polityczny Rzeczypospolitej w poglądach szlachty w latach 1697–1740“ [„Die Politik des Rzeczypospoliten in der Spätzeit 1697–1740“]. Ab 1959 war er Mitglied der Polnischen Vereinigten Arbeiterpartei. Im Jahr 1966 habilitierte er sich mit der Arbeit „Sejm Rzeczypospolitej epoki oligarchii“ [„Der Sejm der Republik Polen im Zeitalter der Oligarchie“]. Im Jahr 1976 erhielt er den Titel eines Professors. Von diesem Jahr an hatte er die Position eines außerordentlichen Professors inne. Im Jahr 1986 wurde er zum ordentlichen Professor ernannt.
Beruflich war er an der Adam-Mickiewicz-Universität in Poznań tätig. Im Jahr 1966 wurde er Leiter des Lehrstuhls für Geschichte der politischen und juristischen Doktrinen an der Fakultät für Rechtswissenschaften und Verwaltung, eine Position, die er bis zu seiner Pensionierung im Jahr 2002 innehatte. Er hielt auch Vorlesungen an anderen nationalen Universitäten. Er war akademischer Lehrer an der juristischen Fakultät der SWPS-Universität in Warschau. In den Jahren 1968–1972 war er Prodekan und in den Jahren 1975–1978 Dekan der Fakultät für Recht und Verwaltung der Adam-Mickiewicz-Universität. Viele Jahre lang lehrte er Geschichte der politischen und rechtlichen Doktrinen am Collegium Polonicum in Słubice, einer gemeinsamen Einrichtung der Adam-Mickiewicz-Universität und der Europa-Universität Viadrina in Frankfurt (Oder).
Seit 1998 war er korrespondierendes Mitglied und seit 2007 Vollmitglied der Polnischen Akademie der Wissenschaften. Er war u. a. Mitglied des Ausschusses für Rechtswissenschaften und des Ausschusses für Politikwissenschaften der Polnischen Akademie der Wissenschaften sowie der Zentralen Kommission für akademische Grade und Titel. In den Jahren 1986–1989 war er Mitglied des Nationalen Grunwald-Ausschusses. Von 1978 bis 2014 war er Chefredakteur der Zeitschrift „Czasopisma Prawno-Historyczny“ (Juristische und historische Zeitschrift).
Er wurde u. a. mit dem Ritterkreuz, dem Offizierskreuz (1977) und dem Kommandeurskreuz (2011) des Ordens der Polonia Restituta, dem Goldenen Verdienstkreuz, der Medaille der Kommission für Nationale Bildung und dem portugiesischen Kommandeurskreuz des Ordens der Infantin Heinrich (1976) ausgezeichnet. 2010 erhielt er die Ehrendoktorwürde der Jagiellonen-Universität.

## Veröffentlichungen (Auswahl)
- Zwischen Begeisterung und Widerstand. Deutsche Hochschullehrer und der Nationalsozialismus, 1989, ISBN 83-85003-36-3